# Еркинкала
Еркинкала (каз. Еркінқала) — село в Атырауской области Казахстана. Находится в подчинении городской администрации Атырау. Административный центр Еркинкалинского сельского округа. Код КАТО — 231045100.

## Население
В 1999 году население села составляло 2536 человек (1247 мужчин и 1289 женщин). По данным переписи 2009 года, в селе проживали 3333 человека (1668 мужчин и 1665 женщин).

## Галерея

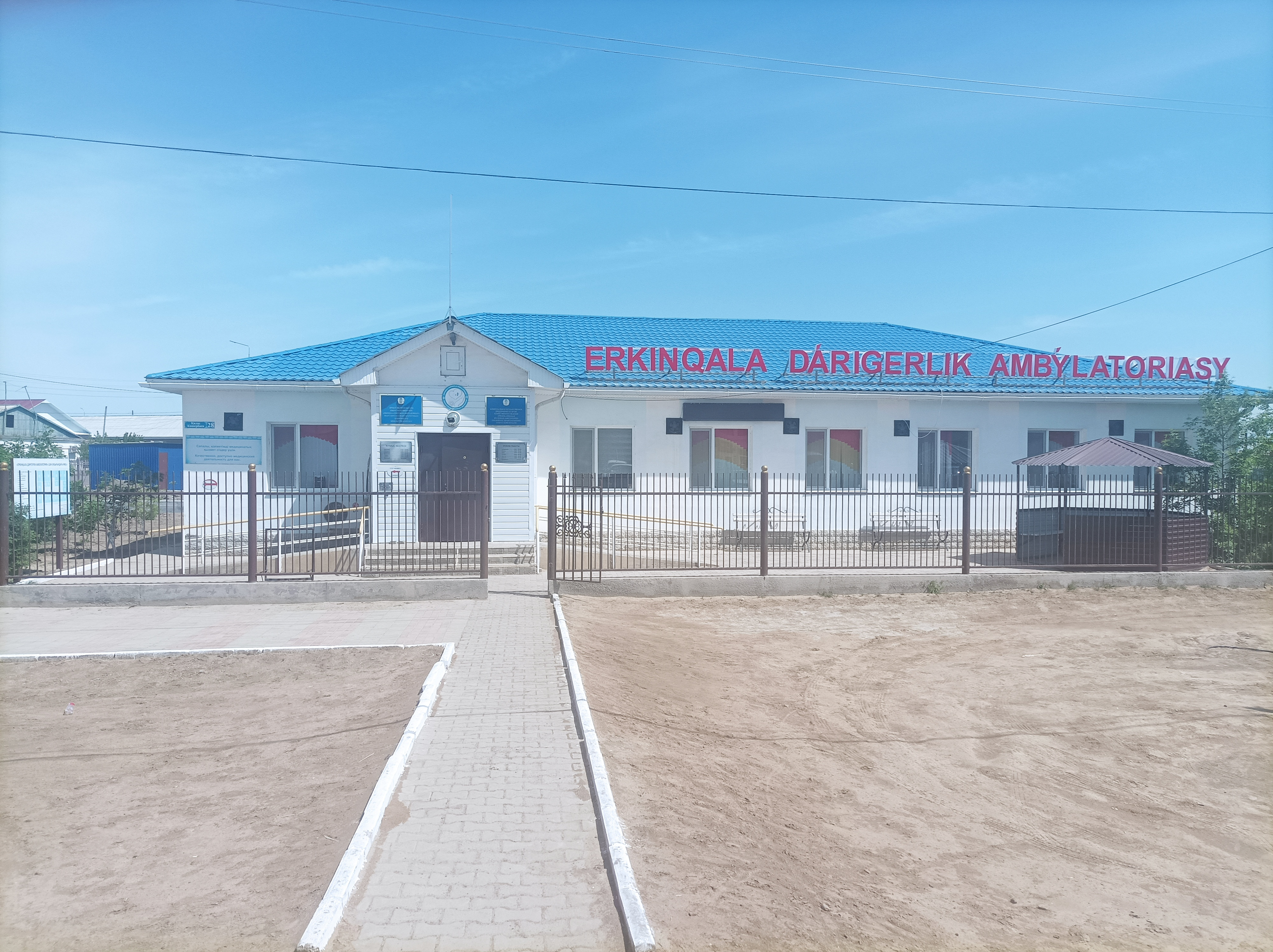
Амбулатория
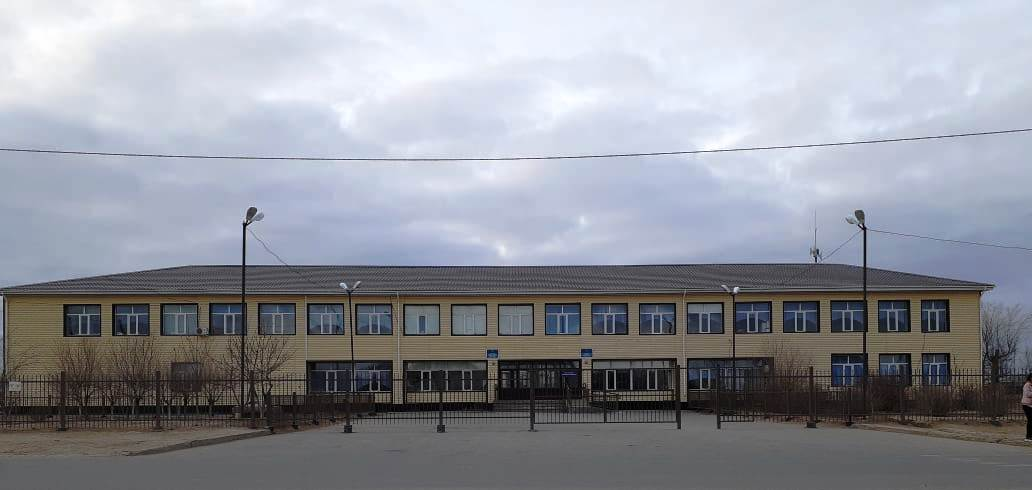
Школа
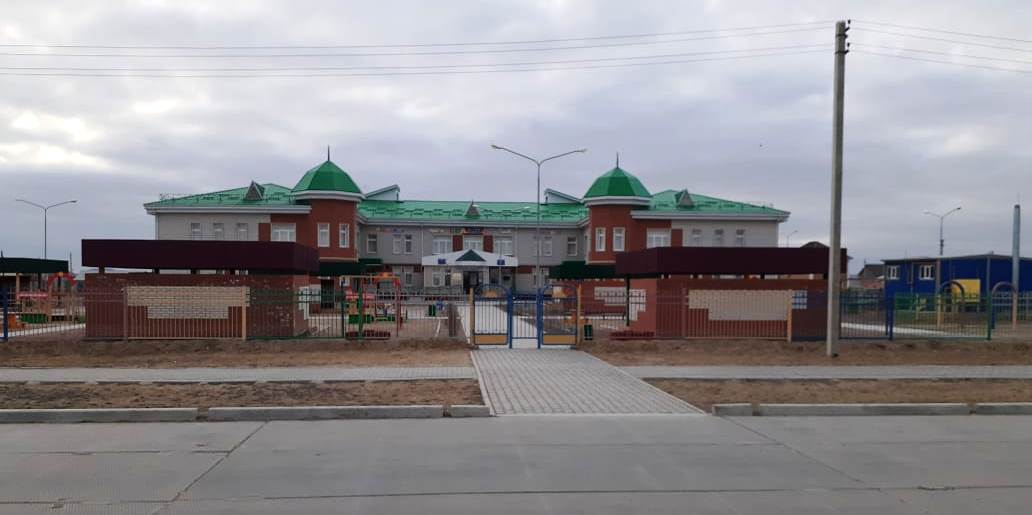
Детский сад «Болашақ»
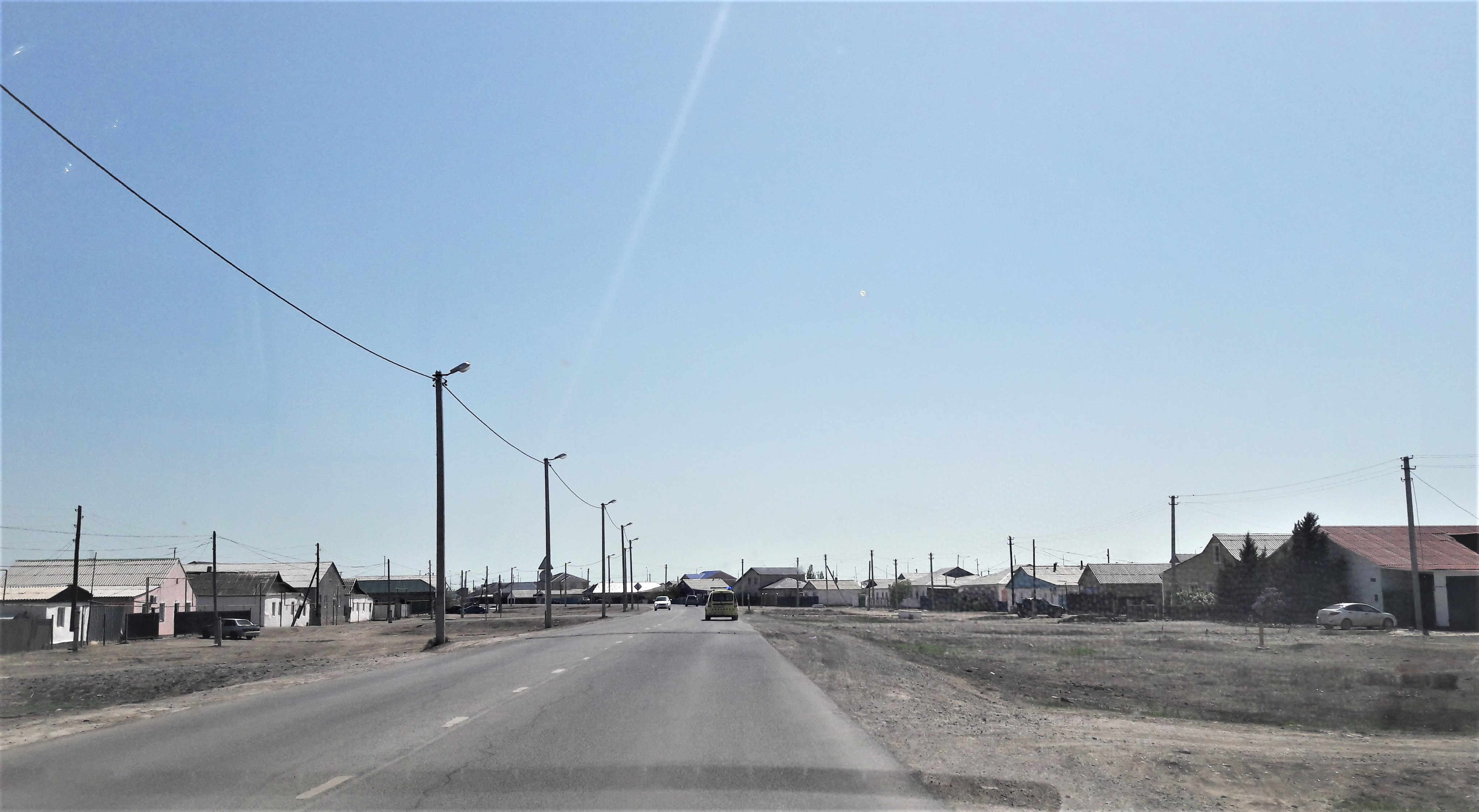
Еркинкала
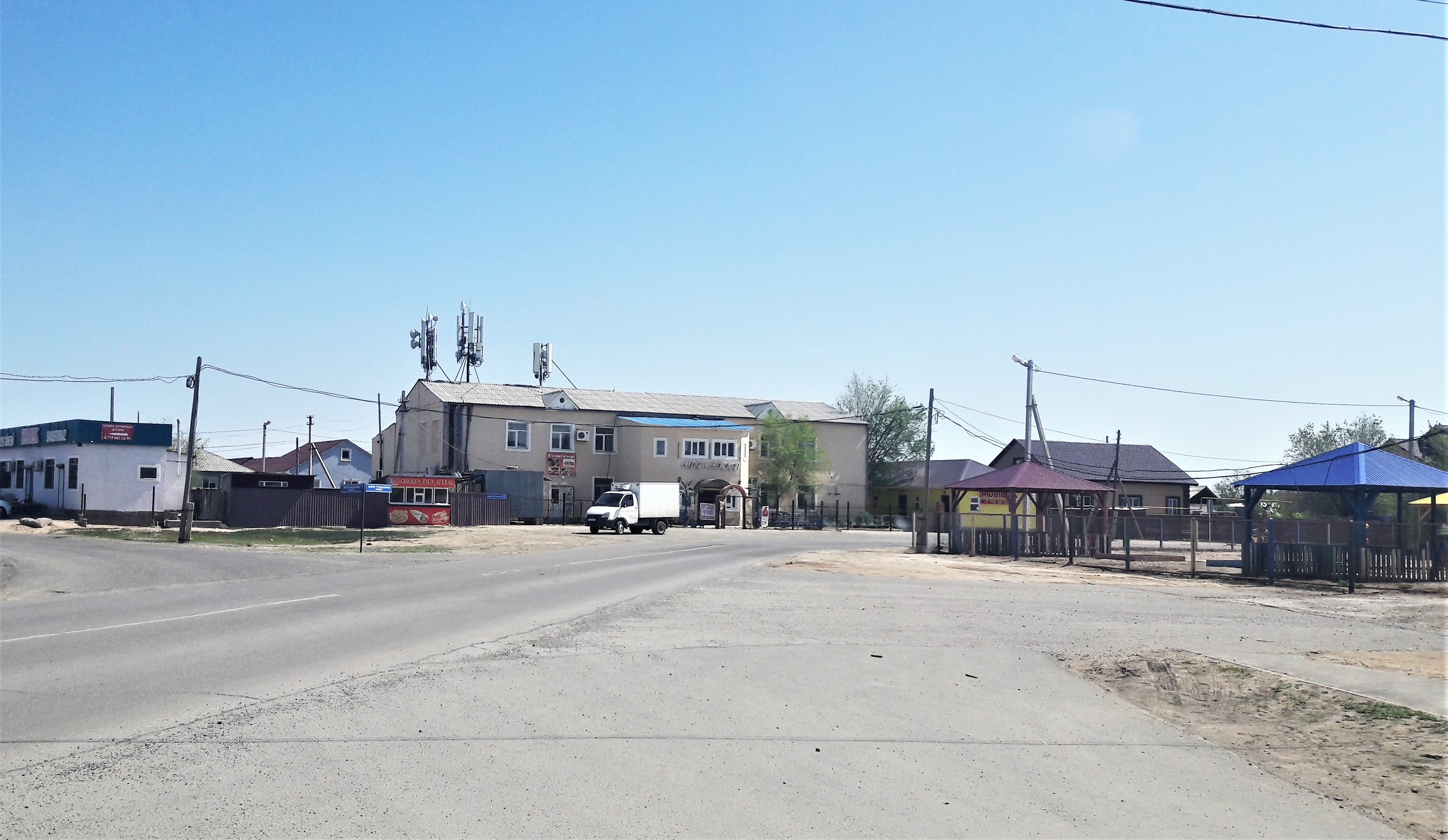
Еркинкала
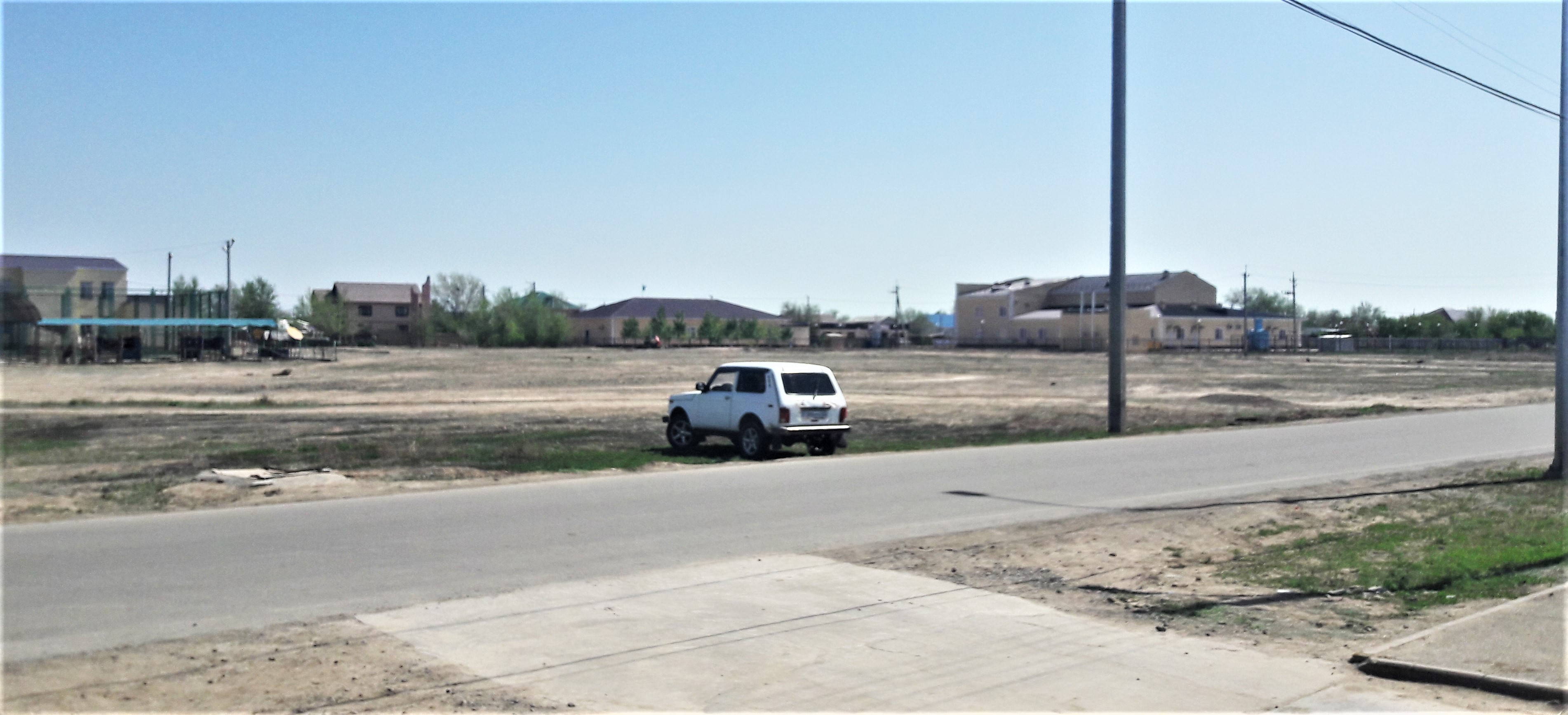
Еркинкала